# Périphérique de Belgrade
Le périphérique de Belgrade (en serbe cyrillique : Обилазница око Београда ; en serbe latin : Obilaznica oko Beograda) est une ceinture périphérique autoroutière en construction contournant la ville de Belgrade, la capitale de la Serbie.
Le Périphérique de Belgrade est un des projets d'infrastructure routière les plus importants du pays. Il est financé par le Plan national d'investissements serbe, avec le soutien de la Banque européenne pour la reconstruction et le développement (BERD) et de la Banque européenne d'investissement (BEI). Sa construction a été conçue pour soulager les problèmes de circulation au centre de la capitale serbe en rejetant le trafic de transit à l'extérieur de la ville et, notamment, pour désengorger les ponts de Gazela et de Pančevo. Sa longueur totale prévue est de 69 km. Le périphérique de Belgrade fait partie de la route européenne 75 ainsi que de la route européenne 70.
Le périphérique a été planifié par le plan général d'urbanisme de la ville de Belgrade et sa construction doit durer environ 17 ans. Cependant, les travaux de construction se sont accélérés vers 2005. L'investissement total est estimé à 543 millions d'euros, dont 55 millions proviennent de la BERD et 180 millions de la BEI, le reste étant assuré par le Plan national d'investissements.
Les travaux sont pris en charge par l'entreprise publique "Putevi Srbije", en français : "Routes de Serbie", en collaboration avec les sociétés Mostogradnja, Energoprojekt - Niskogradnja et Planum GP.

## Sections
Le périphérique de Belgrade est constitué de trois sections principales :
- Section A, Batajnica–Dobanovci, reliant l'autoroute Belgrade-Novi Sad (A1/E75) au nord et l'autoroute Šid–Belgrade (A3/E70) à l'ouest, 9,7 km - achevée en 2015 ;
- Section B, Dobanovci–Bubanj Potok, reliant l'A3/E70 à l'autoroute Belgrade-Niš (A1/E75), 37,3 km - achevée en juin 2023 ;
- Section C, Bubanj Potok–Vinča–Starčevo (près de Pančevo), 22 km - traversera le Danube par un nouveau pont[4]. Cette section fera partie de la future Autoroute A9 et ainsi continuer son chemin jusqu'à Vatin, la frontière serbo-roumaine.

La section A et une partie de la section B, de Dobanovci à Orlovača, ont ouvert au trafic en octobre 2008. Le reste de la section B est achevée et ouvert au trafic fin juin 2023. Cette section, qui traverse un secteur vallonné, compte 4 tunnels et 40 viaducs, dont neuf de plus de 400 m de haut.
La section C est techniquement la plus complexe, car sa construction implique la réalisation d'un pont de 1 190 m sur le Danube, ainsi que celle de 11 viaducs supplémentaires et de 2 tunnels. Son tracé définitif n'est pas encore arrêté et son achèvement est prévu pour 2011.

### Description du tracé entre la sortieBatajnicaet l'échangeur autoroutierBubanj Potok(Autoroute A1)
| A 1 - E 75 Périphérique de Belgrade Corridor paneuropéen X |                           |                      | |         |
| N°                                                         | Dénominations             | Connexions           | Destinations | BK      |
| 22                                                         | Batajnica                 | 100                  | Batajnica, Pančevo, Zemun (Belgrade) | 175,618 |
| 23                                                         | Échangeur de Belgrade     | 474                  | Autoroute A3 : Sremska Mitrovica, Zagreb ( Batrovci Serbie - Croatie) Route Régionale 474 : Belgrade-Centre                                                      | 183,878 |
| 24                                                         | Surčin                    | 319                  | Surčin, Dobanovci | 187,472 |
| 24.1                                                       | Échangeur de Surčin-Sud   | E763                 | Autoroute A2 : Surčin-Sud, Obrenovac, Novi Beograd, Čačak, Podgorica ( Boljare (Poste Frontière en projet) Serbie - Monténégro (en projet))                      | 191,308 |
| 25                                                         | Ostružnica                |                      | Ostružnica, Obrenovac, Belgrade-Čukarica | 197,369 |
| 26                                                         | Orlovača                  |                      | Orlovača, Belgrade-Čukarica, Gornji Milanovac | 205,679 |
| 27                                                         | Avala                     | 154                  | La Tour d'Avala, Mladenovac, Voždovac, Rakovica | 212,310 |
| 28                                                         | Échangeur de Bubanj Potok | 474 154 ( en projet) | Route Régionale 474 : Belgrade-Centre Route Régionale 154 : Bubanj Potok, Leštane Autoroute A9 (en projet) : Pančevo, Vršac, Bucarest ( Vatin Serbie - Roumanie) | 216,782 |

### Description du tracé entre l'échangeur autoroutierBubanj PotoketPančevo(Autoroute A9)
Le tracé de l'Autoroute A9 avec les futures sorties n'est pas encore défini par le Ministère des Transports et des Infrastructures de la Serbie.

## Galerie d'images

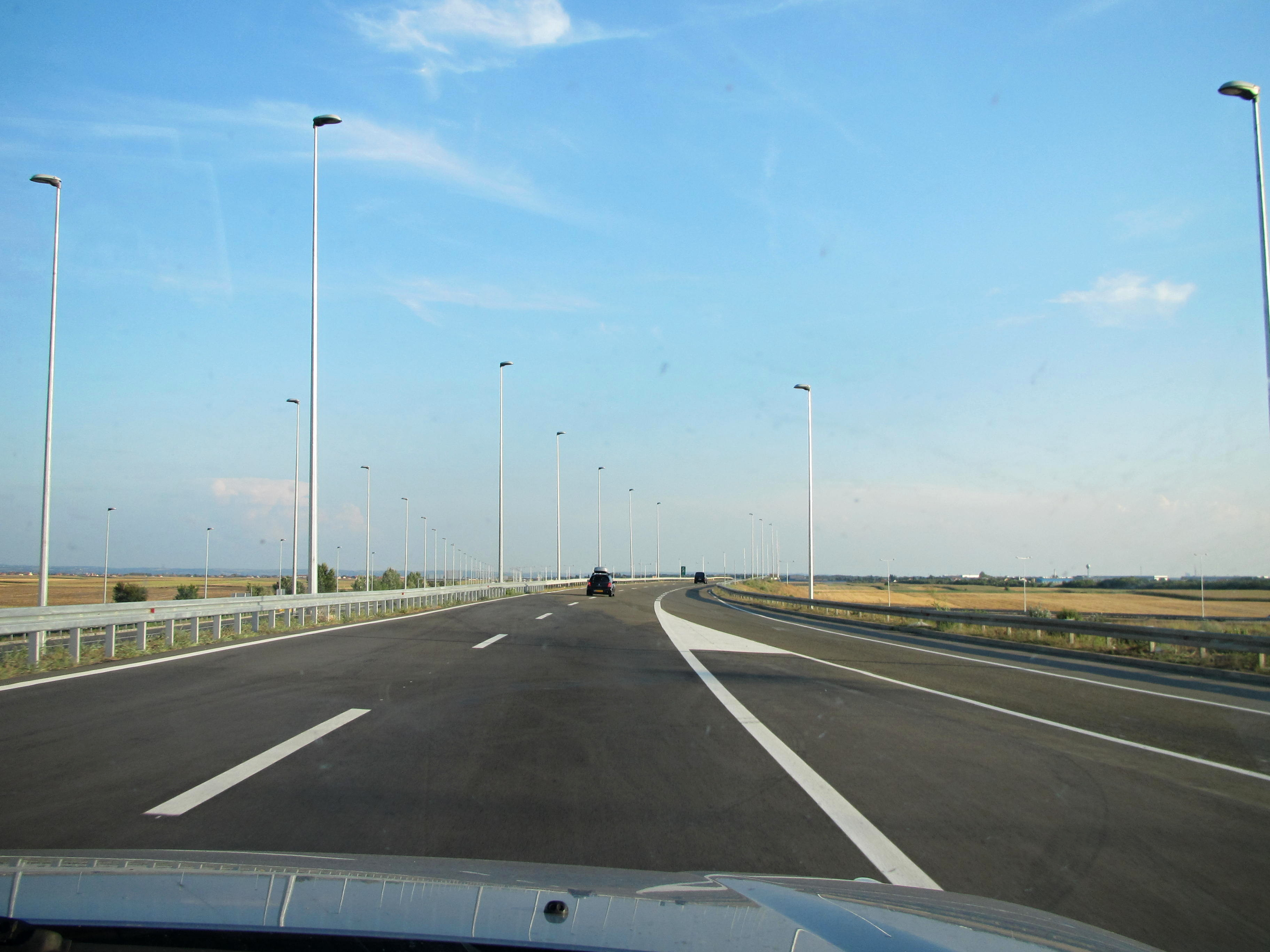
Section du périphérique de Belgrade et de l'autoroute A1 près de  23 Belgrade.
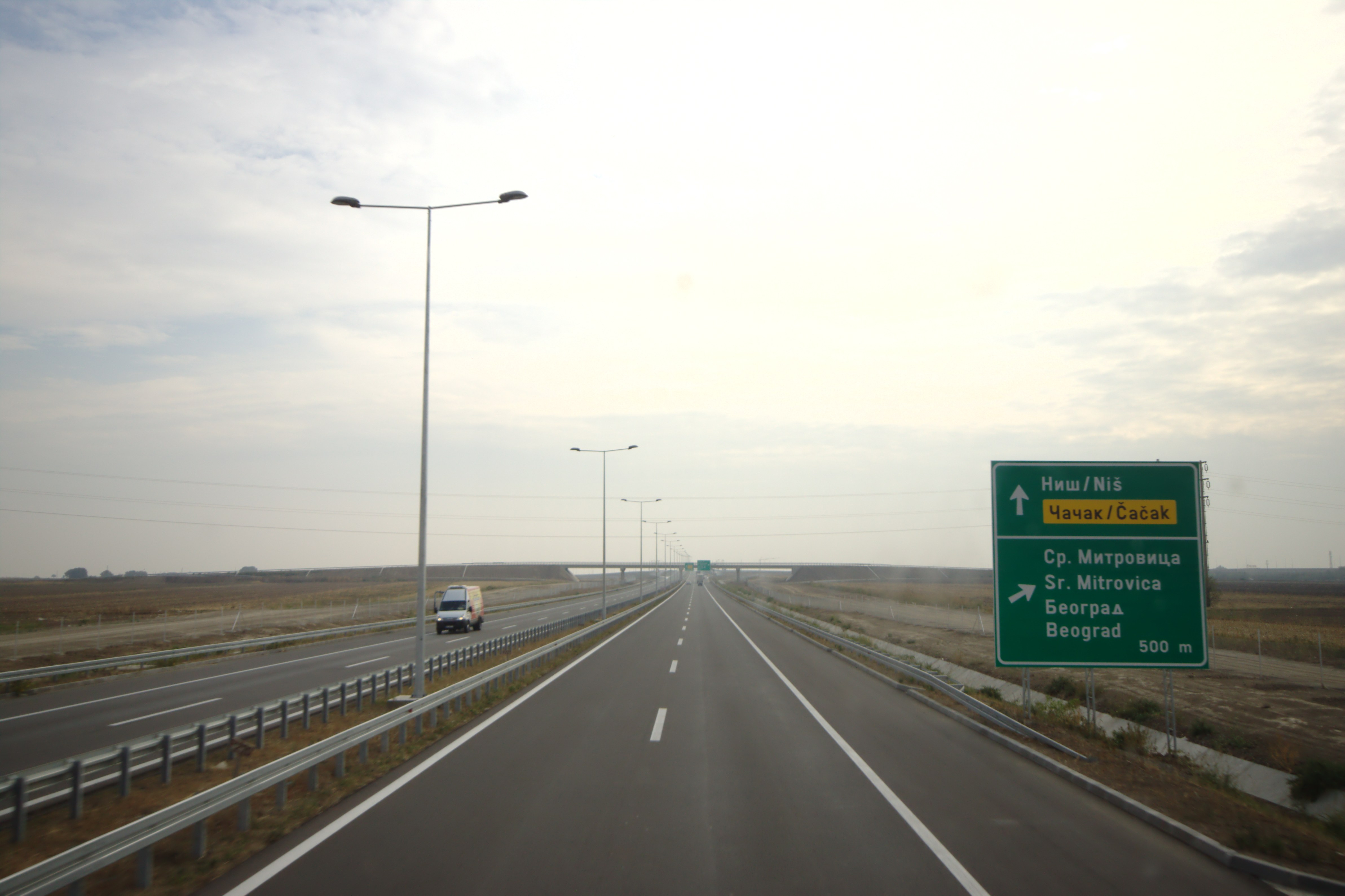
Section du périphérique de Belgrade et de l'autoroute A1 près de l'échangeur autoroutier (  23) Belgrade (A1  A3).
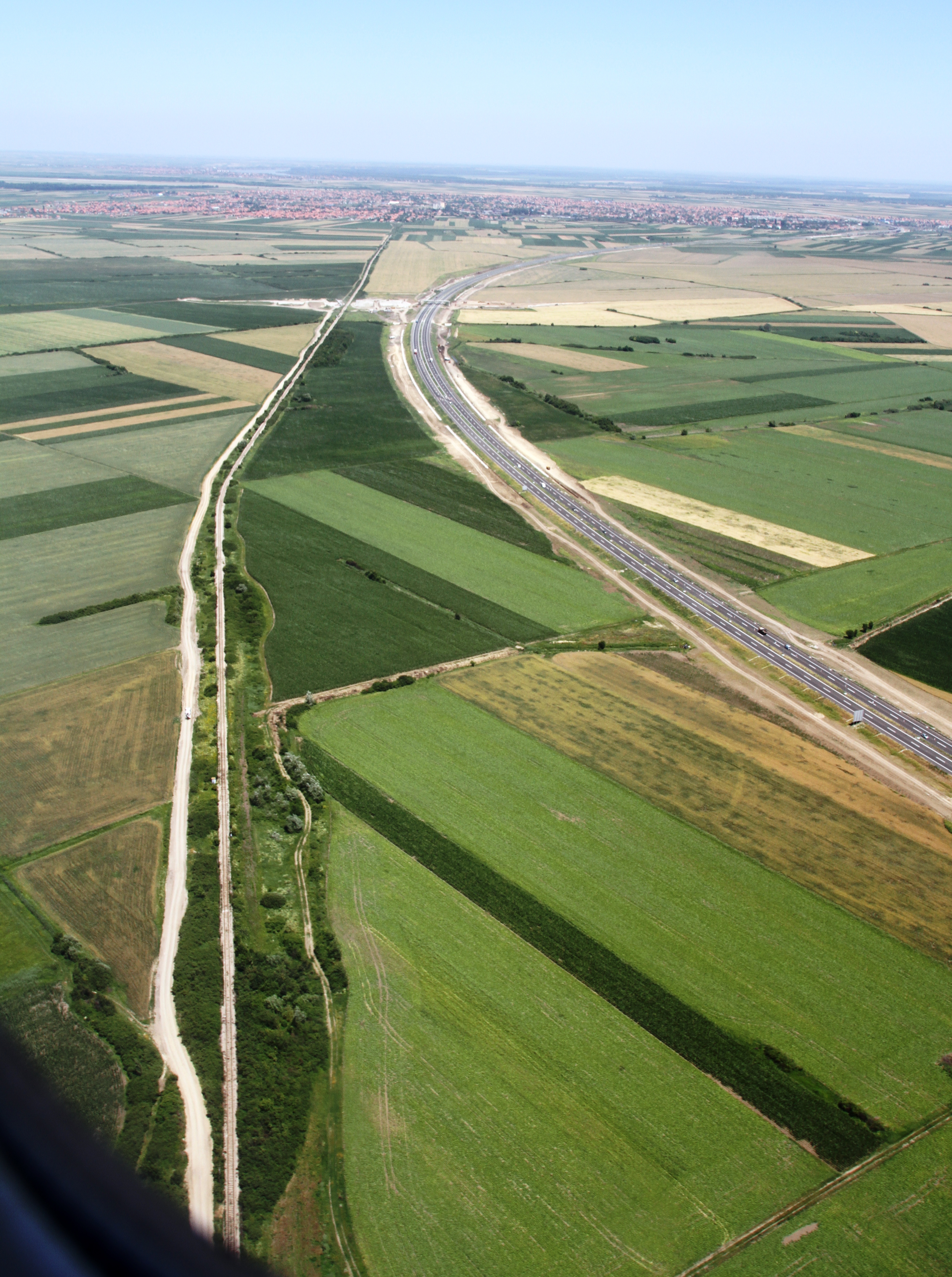
Section du périphérique de Belgrade et de l'autoroute A1 près de Dobanovci.